# Kiyoshi Saeki
Kiyoshi Saeki (佐伯清, Saeki Kiyoshi), né le 19 septembre 1914 à Matsuyama et mort le 16 juillet 2002, est un réalisateur et scénariste japonais.

## Biographie
Kiyoshi Saeki se forme comme assistant réalisateur auprès de Mansaku Itami avant de réaliser son premier film, Appare Isshin Tasuke, en 1945 pour la Tōhō sur un scénario d'Akira Kurosawa,.
Son film Dans la tempête est sélectionné en compétition pour la Palme d'or au festival de Cannes 1952,.
Kiyoshi Saeki a travaillé dans de nombreux genres allant du chanbara aux films d'action avec Kōji Tsuruta en passant par des comédies musicales avec Hibari Misora. Parmi ses films les plus connus figurent ceux de la série Shōwa zankyō-den avec Ken Takakura en vedette.
Il a réalisé plus de cent films et a écrit onze scénarios entre 1945 et 1972.

## Filmographie partielle

### Comme assistant réalisateur
- 1935 : Le Jeune Homme capricieux (戦国奇譚 気まぐれ冠者, Sengoku kitan : Kimagure kaja?) de Mansaku Itami
- 1936 : L'Espion Akanichi Kakita (赤西蠣太, Akanichi Kakita?) de Mansaku Itami

### Comme réalisateur
- 1945 : Appare Isshin Tasuke (天晴れ一心太助?)
- 1945 : Kita no san-nin (北の三人?)
- 1946 : Yōkina onna (陽気な女?)
- 1946 : Kōun no nakama (幸運の仲間?)
- 1947 : Kakedashi jidai (かけ出し時代?)
- 1947 : Bonbon (ぼんぼん?)
- 1948 : Fuji sanchō (富士山頂?)
- 1948 : Niji o idaku shojo (虹を抱く処女?)

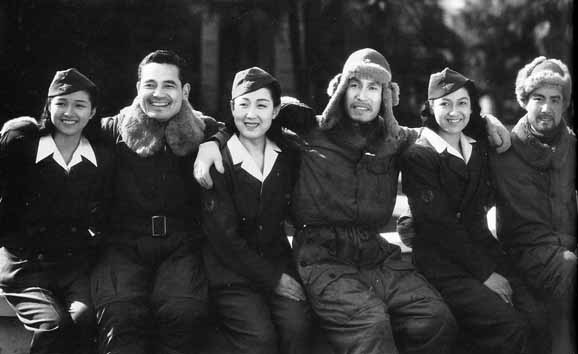
Hideko Takamine, Susumu Fujita, Hisako Yamane, Shin Saburi, Setsuko Hara et Akitake Kōno sur le tournage de Kita no san-nin (1945).

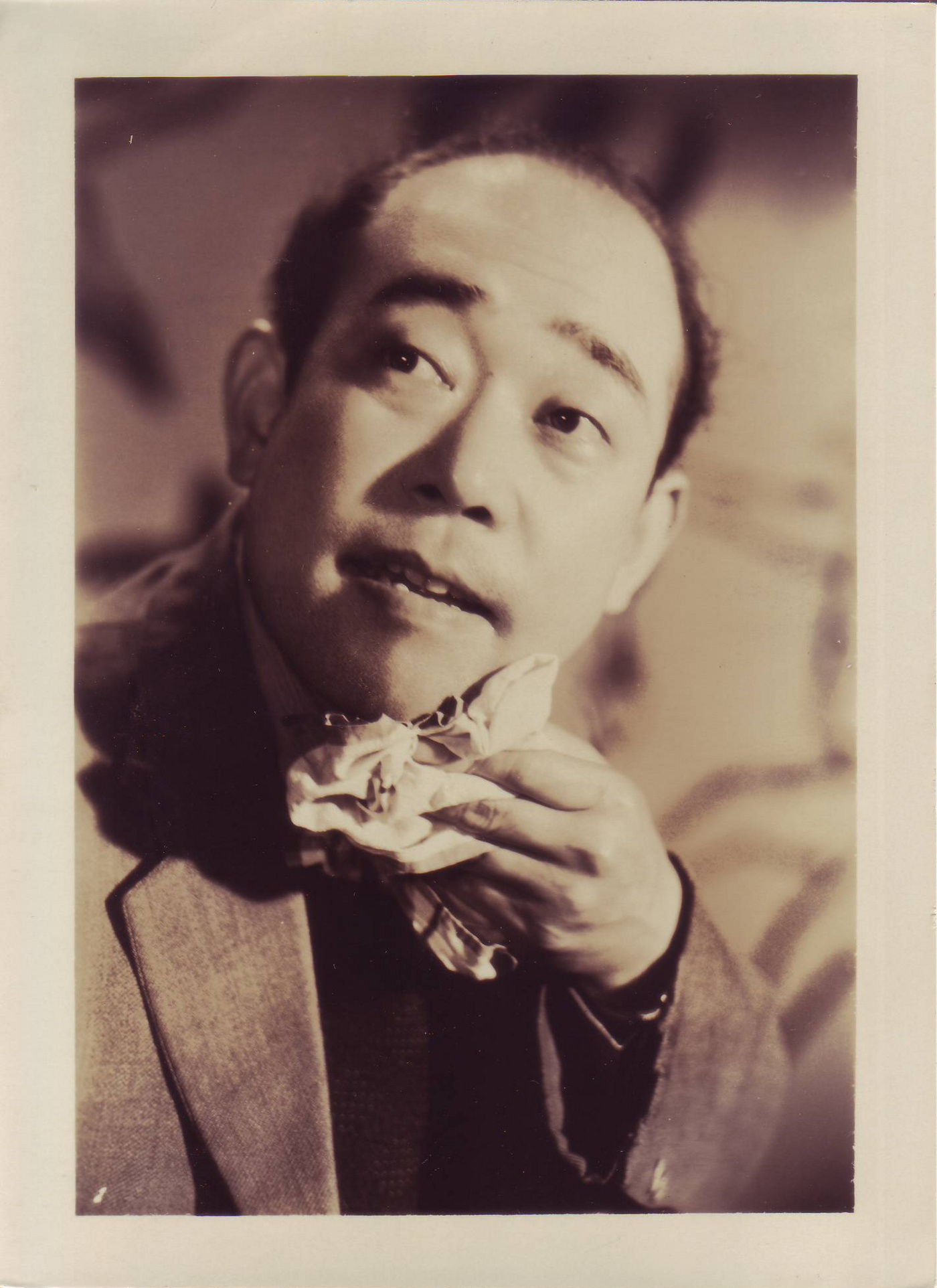
Taiji Tonoyama dans Zankyō no minato (1953).

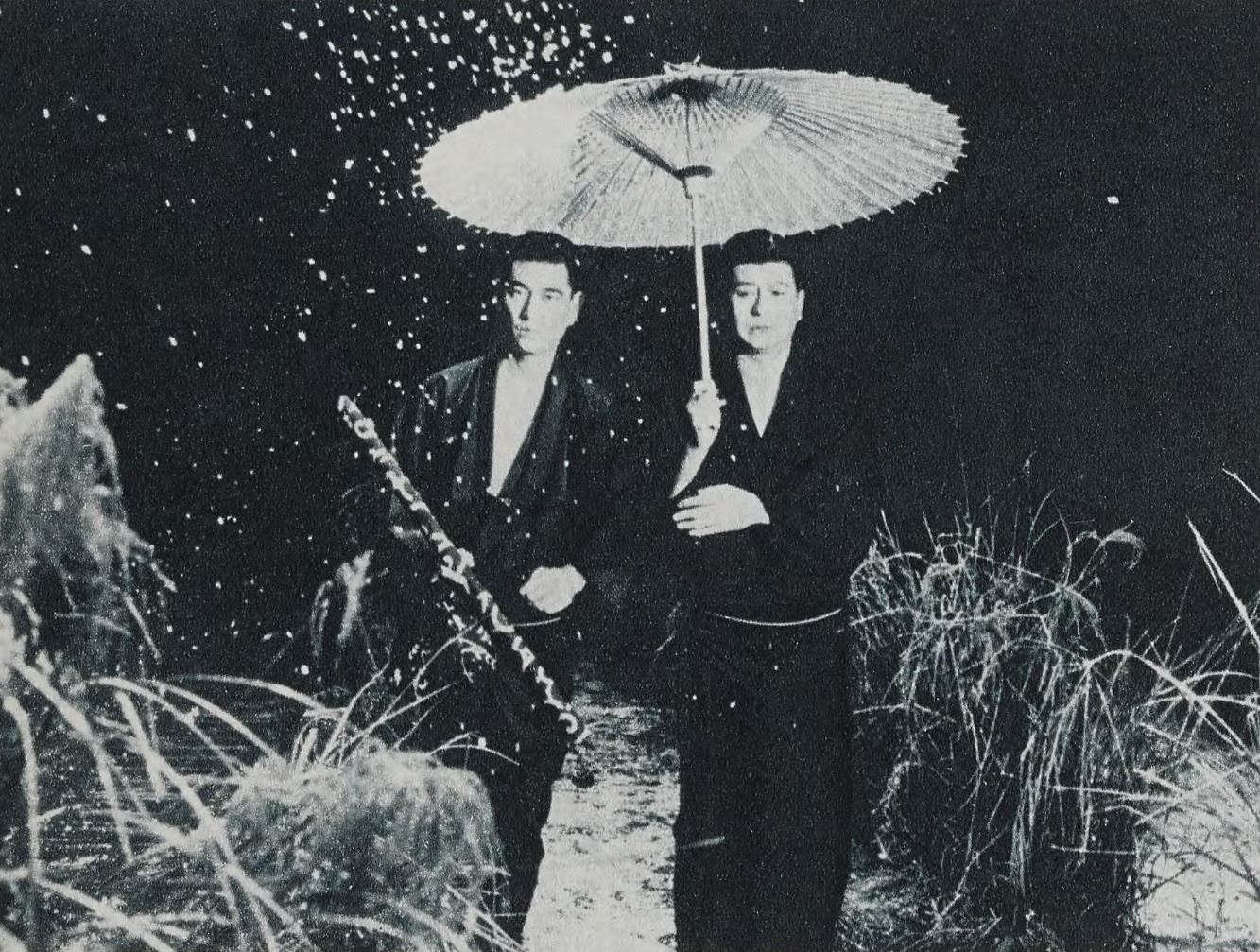
Ken Takakura et Ryō Ikebe dans Shōwa zankyō-den: Karajishi botan (1966).

- 1949 : Zenigata Heiji torimonohikae: Heiji happyakuyachō (銭形平次捕物控 平次八百八町?)
- 1950 : Hakuchū no kettō (白昼の決闘?)
- 1950 : Ōtone no yogiri (大利根の夜霧?)
- 1951 : Shin yūkyōden (新遊侠伝?)
- 1951 : Shin yūkyōden: Yūkyō ōrai (新遊侠伝 遊侠往来?)
- 1951 : Sengoha obake taikai (戦後派お化け大会?)
- 1951 : Koi no rantō (恋の蘭燈?)
- 1951 : Sekidōsai (赤道祭?)
- 1952 : Dans la tempête (嵐の中の母, Arashi no naka no hara?)
- 1952 : Yonjū-hachinin me no otoko (四十八人目の男?)
- 1953 : Zankyō no minato (残侠の港?)
- 1953 : Waseda daigaku (早稲田大学?)
- 1952 : Sensō yonnin shimai (浅草四人姉妹?)
- 1953 : Higeki no shōgun: Yamashita Tomoyuki (悲劇の将軍 山下奉文?)
- 1954 : Hana to ryū - daiichibu: Dōkai wan no ranto (花と竜 第一部 洞海湾の乱斗?)
- 1954 : Hana to ryū - dainibu: Aizō ruten (花と竜 第二部 愛憎流転?)
- 1954 : Wakamono yo! Koi o shiro (若者よ！恋をしろ?)
- 1954 : Karatachi no hana (からたちの花?)
- 1955 : Minan o koshō: Hitokiri hikosei (美男お小姓 人斬り彦斎?)
- 1955 : Satsujin genkōhan (殺人現行犯?)
- 1956 : Boshizō (母子像?)
- 1956 : Yūhi to kenjū (夕日と拳銃?)
- 1957 : Furyō jo gakusei (不良女学生?)
- 1958 : Modaeru seishun (悶える青春?)
- 1959 : Kūkō no majo (空港の魔女?)
- 1960 : Otoko nara yatte miro (男ならやってみろ?)
- 1962 : Hibari no haha koi gitā (ひばりの母恋ギター?)
- 1963 : Jūdō ichidai (柔道一代?)
- 1965 : La Légende des yakuzas perdus (昭和残侠伝, Shōwa zankyō-den?)[7]
- 1966 : Shōwa zankyō-den: Karajishi botan (昭和残侠伝 唐獅子牡丹?)
- 1966 : Shōwa zankyō-den: Ippiki ōkami (昭和残侠伝 一匹狼?)
- 1967 : Zankyō abare hada (残侠あばれ肌?)
- 1967 : Toseinin (渡世人?)
- 1967 : Zoku toseinin (続渡世人?)
- 1968 : Le Moine sacrilège (極悪坊主, Gokuaku bōzu?)
- 1969 : Hissatsu bakuchi-uchi (必殺博奕打ち?)
- 1969 : Shin Abashiri bangaichi: Saihate no nagaremono (新網走番外地 さいはての流れ者?)
- 1971 : Shōwa zankyō-den: Hoero karajishi (昭和残侠伝 吼えろ唐獅子?)
- 1972 : Shōwa zankyō-den: Yaburegasa (昭和残侠伝 破れ傘?)

### Comme scénariste
- 1953 : Zankyō no minato (残侠の港?)

## Distinction
Son film Dans la tempête a été présenté en sélection officielle en compétition au Festival de Cannes 1952.